# Eduard Borchers (Bergrat)
Eduard August Borchers (* 25. Dezember 1815 in Wulften am Harz; † 23. März 1902 in Goslar) war Markscheider und Bergrat beim Berg- und Forstamt Clausthal.

## Leben
Borchers besuchte die Bürgerschule seines Heimatorts Wulften und das Gymnasium in Clausthal sowie von 1832 bis 1835 als Markscheiderelevenaspirant die Clausthaler Berg- und Forstschule. Seine sehr guten Leistungen hatten eine Empfehlung des damaligen Geschäftsführers der Schule, Johann Christian Zimmermann, zur Ausbildung als Markscheider beim Bergamt Clausthal zur Folge.
1837 trat er als Markscheiderlehrling beim Berg- und Forstamt Clausthal ein. 1838 erhielt er einen Lehrauftrag an der damaligen Bergschule. 1840 wurde er Vizemarkscheider, 1844 Markscheider, 1864 Bergmeister und 1868 Oberbergamtsmarkscheider. 1874 erhielt er den Titel eines Bergrats. 1879 gab er seine Tätigkeit an der Bergschule auf. 1882 trat er in den Ruhestand.
Borchers Lebenswerk war der Bau des Ernst-August-Stollens (1851–1864), für den er die gesamten markscheiderischen Arbeiten auf Anweisung Zimmermanns ab 1848 übernahm. Auf Borchers gehen auch die Wahl des Ansetzpunkts bei Gittelde und der Stollenlinie zurück. Von 1856 bis 1865 erstellte er im Auftrag des Königlichen Berg- und Forstamts die General-Gang-Charte des nordwestlichen Harzgebirges.
Eduard Borchers galt als „der bedeutendste Markscheider seiner Zeit“.